# 14. marinski polk (ZDA)
Za druge 14. polke glejte 14. polk.
14. marinski polk (angleško 14th Marine Regiment) je marinski rezervni artilerijski polk Korpusa mornariške pehote ZDA.
Trenutno je v sestavi 4. marinske divizije.

## Organizacija
- Štabna baterija
- 1. bataljon 14. marinskega polka
- 2. bataljon 14. marinskega polka
- 3. bataljon 14. marinskega polka
- 4. bataljon 14. marinskega polka
- 5. bataljon 14. marinskega polka